# Moshammermühle
Die Moshammermühle (auch Gänsweidmühle) lag an einem aus der rechten Seite der Krems ausgeleiteten Mühlbach in Krems an der Donau. Dieser Mühlbach trieb aber nicht nur die Moshammermühle an, sondern auch die Wohlschlägermühle, die Höllmühle und die Kammermühle. Die Moshammermühle wurde um 1900 mit einer Bäckerei und einer Glasurmühle verbunden, aber 1915 bei einem Brand schwer beschädigt, sodass sie fast vollständig wiederaufgebaut werden musste. Die Mühle war danach noch bis 1961 in Betrieb. Heute erinnern die Mühlgasse und die Moshammergasse an die einstige Mühle.